# The Young Offenders (série télévisée)
 (novembre 2020).
Pour l’article homonyme, voir The Young Offenders.
The Young Offenders est une sitcom irlandaise développée par Peter Foott, pour RTÉ et BBC Three, basée sur le film éponyme sorti en 2016. La première saison a été diffusée du 1er février au 14 décembre 2018, recevant des critiques élogieuses de la presse. 
La série suit les aventures de Conor Mac Sweeney (Alex Murphy) et de Jock O'Keeffe (Chris Walley), deux adolescents voleurs à la tire originaires de Cork, déjà au centre du film. Apparaissent également au casting Hilary Rose dans le rôle de Mairead MacSweeney, Dominic MacHale dans le rôle du Sergent Tony Healy, P. J. Gallagher dans le rôle du principal Barry Walsh, Jennifer Barry dans le rôle de Siobhan Walsh, Demi Isaac Oviawe dans le rôle de Linda Walsh, Orla Fitzgerald dans le rôle de Orla Walsh, et Shane Casey dans le rôle de Billy Murphy.
En cours de diffusion, le programme a été reconduit pour une nouvelle saison qui fut diffusée entre le 3 novembre et le 8 décembre 2019, à la suite d'un épisode spécial de Noël. Une troisième saison a suivi dès le 19 juillet 2020.
La série est encore inédite en France.

## Intrigue
La série suit les aventures souvent risquées de Conor MacSweeney (Alex Murphy) et Jock O'Keeffe (Chris Walley), jeunes habitants de Cork. Bien que délinquants, les jeunes hommes ne sont pas dépourvus de sentiments et d'opinions, exprimées par Conor à la fin de chaque épisode, sur la vie quotidienne, et sur la manière de rendre les gens plus heureux.
La première saison voit le duo se disputer avec leur principal, Barry Walsh (P. J. Gallagher), également père de leurs copines respectives Linda (Demi Isaac Oviawe) et Siobhan (Jennifer Barry). On y voit Conor vaincre sa peur du premier baiser, alors que sa mère Mairéad (Hilary Rose) débute une relation avec l'ennemi juré des deux jeunes hommes, le sergent Tony Healy (Dominic MacHale), officier de police de la ville. La famille abusive de Jock, plus particulièrement son père alcoolique (Michael Sands), le force à aller vivre chez les MacSweeney.
Dans la deuxième saison, Siobhan tombe enceinte de Jock, et Conor compte avoir son premier rapport sexuel avec Linda. Cependant, ses plans tombent à l'eau quand son ex-meilleur ami devenu rival, Gavin Madigan (Daniel Power), défie Linda de l'embrasser. Mairéad et la mère de Siobhan, Orla (Orla Fitzgerald) tentent pendant de temps d'unifier la famille autour du nouvel enfant. Le principal Walsh donne des défis à Jock, visant à lui prouver qu'il ne sera pas un bon père.
La troisième saison suit Jock dans ses nouvelles responsabilités de père, alors que Conor recherche des moyens toujours plus inconventionnels de se faire de l'argent. 

## Distribution et personnages

### Principaux
- Conor MacSweeney (Alex Murphy): le fils unique de Mairéad MacSweeney, ainsi que le meilleur ami et frère d'accueil de Jock. Son père est décédé dans un accident du travail. Conor suit toujours Jock partout, commettant de petits larcins avec lui. Il sort ensuite avec Linda Walsh. Conor est dans le viseur du Sergent Healy, le nouveau partenaire de sa mère.
- Jock O'Keeffe (Chris Walley) : Jock est le meilleur ami de Conor MacSweeney. Il embarque souvent Conor dans ses vols, où on le voit porter un masque représentant Billy Murphy, un truand local, lui valant le surnom de "Faux Billy". Il est le petit ami de Siobhan Walsh. On comprend qu'il est souvent victime d'abus de la part de son père alcoolique, menant Mairéad à l'accueillir dans son foyer. Il apprend la grossesse de Siobhan à la fin de la première saison ; durant la deuxième saison, le père de sa petite amie et principal de son lycée, Barry Walsh, lui donnera une suite de défis visant à lui prouver qu'il ne sera jamais un bon père.
- Máiréad MacSweeney (Hilary Rose) : Máiréad est la mère de Conor MacSweeney, et la veuve du père de Conor. Elle lui a donné naissance à 16 ans, ce qui selon ce dernier est « vieux pour leur quartier ». Elle accueille chez elle Jock O'Keeffe après qu'elle a découvert les mauvais traitements que lui faisait subir son père[8]. Elle entame ensuite une relation amoureuse avec le sergent Tony Healy, au grand désarroi de Jock et Conor, puisqu'il traque inlassablement « le faux Billy », qui n'est autre que Jock une fois masqué.
- Sergeant Tony Healy (Dominic MacHale) : Healy est un Garda, ennemi juré de Jock O'Keeffe et de Conor MacSweeney. Healy est à la recherche du "Faux Billy", qui est en réalité Jock costumé durant ses vols, jouant au jeu du chat et de la souris avec ce dernier. Healy sort ensuite avec Mairead MacSweeney, la mère de Conor, au grand dam de ce dernier et de son ami.
- Siobhan Walsh (Jennifer Barry) : Siobhan est la fille de Barry et de Orla Walsh, ainsi que la sœur de Linda, et la petite amie de Jock O'Keeffe. Siobhan et Linda sont souvent le sujet des moqueries de leurs camarades de classe en raison du caractère strict de leur père. Siobhan sort ensuite avec Jock, pendant que le meilleur ami de ce dernier Conor sort avec Linda. Elle se découvre enceinte de Jock à la fin de la première saison, à seulement 15 ans.
- Linda Walsh (Demi Isaac Oviawe) : Linda est la fille de Barry et de Orla Walsh, la sœur de Siobhan, et la petite amie de Conor MacSweeney. Elle n'est pas la fille biologique de ses parents, puisqu'ils sont tous blancs alors qu'elle est noire, semant la confusion dans l'esprit de Conor[9]. Ils sortent ensuite ensemble, bien qu'il soit terrifié par l'idée de son "premier baiser". Ils parient donc de se faire "le pire premier baiser de tous les temps"[10]. Linda va ensuite accepter de révéler sa paternité à Jock, afin d'aider sa sœur dont elle est très proche.
- Principal Barry Walsh (P.J Gallagher) : Barry Walsh est le principal du St. Finan's Community School, où étudient Conor MacSweeney, Jock O'Keeffe, et ses deux filles Siobhan et Linda. En raison du caractère strict de leur père, ces dernières subissent le harcèlement de leurs camarades de classe. Du fait de leurs relations avec ses filles, il se dispute régulièrement avec Conor et Jock, qu'il n'apprécie nullement.
- Orla Walsh (Orla Fitzgerald) : Orla est la femme du principal Barry Walsh, ainsi que la mère de Siobhan et Linda. Contrairement à son mari, elle se réjouit de voir ses filles sortir avec Jock O'Keeffe et Conor MacSweeney. Sachant que son mari en voudrait à Siobhan s'il apprenait la nouvelle, elle lui cache ensuite la grossesse de sa fille, jusqu'à ce que cette dernière ait prévenu Jock et se sente capable de l'annoncer à son père. Elle cherche perpétuellement à créer l'entente entre les deux familles, même si ses solutions font rarement l'unanimité[11].
- Billy Murphy (Shane Casey) : Billy est un braqueur des environs, qui extorque souvent de l'argent à Conor MacSweeney et se balade toujours avec un couteau. Pour se venger de son ami et récupérer un téléphone qu'il lui a volé, Jock O'Keeffe s'est fait fabriquer un masque à partir d'une photo de lui. Il l'utilise au cours du film lorsqu'il vole le vélo du sergent Tony Healy. La police ira ensuite perquisitionner sa maison et y découvrira des plants de cannabis, conduisant à son arrestation et à son emprisonnement. A sa libération, il se met en tête de retrouver celui qui a usurpé son identité, ignorant qu'il s'agit de Jock[12].
- Star O'Keeffe (Penny & Nola Richardson[13]) : le bébé de Jock et Siobhan, née à la fin de la deuxième saison.

### Récurrents
- Le père de Conor (Chris Kent) : l'époux décédé de Mairéad, ils sont devenus parents à 16 ans, ce qui, selon leur fils, est considéré comme "vieux" dans le quartier. Mairead lui a raconté comment il a passé son temps, lorsqu'elle était enceinte, à construire un berceau « laid » pour son futur fils, et comment ceci l'a fait tomber amoureuse de lui. Il est ensuite décédé dans un accident du travail.
- Fiona O'Keeffe (Cora Fenton) : la mère de Jock, qui s'est noyée mortellement dans un lac plusieurs années auparavant, et dont le corps n'a jamais été retrouvé. Malgré ceci, une pierre tombale lui a été érigée. Son fils ira la visiter avec Conor, Siobhan et Linda, en chantant "With or Without You" de U2[14].
- Le père de Jock (Michael Sands) : veuf de Fiona, il est alcoolique et maltraite régulièrement son fils. Mairéad prendra la défense ce dernier et l'accueillera à la maison, afin de le protéger.
- Gavin Madigan (Daniel Power) : l'ami d'enfance de Conor, qui est par la suite devenu son rival. Il sème le trouble dans son couple avec Linda lorsqu'il demande à cette dernière de l'embrasser.
- Nancy Madigan (Rachel O'Connell) : la mère de Gavin, qui enseigne au St. Finan's Community School.
- Garda Quinn / Superintendant Flynn (Ciaran Bermingham) : des collègues du Sergeant Healy au poste de police.
- Le patron de Mairéad (Pat O'Connell)

### Invités
L'acteur Robert Sheehan et le footballeur Roy Keane sont apparus respectivement dans l'épisode spécial Noël et dans la deuxième saison.
- Robert Sheehan : un célèbre acteur irlandais de tournage à Cork, prétendant que l'endroit comporte « les personnes les plus étranges qu'[il] n'a jamais rencontrées ». Il s'est mis à détester Jock et Conor après qu'ils se sont invités sur le tournage, et aient pris des heures à filmer leur unique scène avec lui. Sheehan décide ensuite de rejoindre les habitants de la ville dans leur manifestations contre le refus de la Mairie de rénover leurs logements sociaux. Cependant, sa participation aux manifestations est uniquement dans un but de promotion pour son film[16].
- Roy Keane : légende du football irlandais, il est brièvement vu en train de commander des Fish and chips au stand que tiennent Mairead, Conor et Jock pour le Cork City Football Club. Après qu'il s'est montré désagréable envers lui, Jock lui dira d'aller « se faire foutre », le faisant partir. Jock se demande ensuite s'il s'agissait réellement de Roy Keane.

## Production

### Développement
Le film, The Young Offenders, est sorti en 2016, recevant de très bonnes critiques, ainsi qu'un Irish Film and Television Awards. Suivant la popularité du film, une série de six épisodes basée sur ce dernier fût annoncée comme commandée par RTÉ le 9 mai 2017, avec une diffusion prévue pour 2018. Son créateur, Peter Foott, commenta : "Il est terriblement excitant de faire revenir ces personnages à l'écran avec RTÉ, ils ont tellement soutenu le projet et leur feront un très bon accueil. La réponse du public envers le film, et surtout au sujet des personnages, était si irrésistible, que nous avions la sensation d'avoir plus d'histoires à raconter ».
La première diffusion eut lieu au Royaume-Uni le 1er février 2018, sur le service de streaming de BBC Three, avant d'être diffusé sur RTÉ Two, en Irlande, le 8 février 2018. À la suite de la bonne réception du public et des médias, une deuxième saison de la série a été commandée, avec cependant un délai d'attente d'au moins un an.
En novembre 2018, la production d'un épisode spécial pour Noël, servant aussi de conclusion à la première saison, fut confirmé. Il fut aussi annoncé que l'épisode en question sera disponible en streaming sur le BBC iPlayer dès le 14 décembre, alors que l'épisode serait diffusé à la télévision le jour de Noël. En Octobre 2019, avec comme seules nouvelles récentes la photo d'un scripte sur le compte Instagram de l'acteur Shane Casey, la diffusion de la deuxième saison au cours du mois de novembre fut officialisée. Quelques jours après, la BBC annonça que le premier épisode serait diffusé le 3 novembre. Les six épisodes seraient également disponibles au streaming sur le service BBC iPlayer dès la diffusion du premier épisode. Cette deuxième saison reçut un accueil favorable des critiques, résultant au renouvellement de la série pour une nouvelle saison, la troisième, par la BBC, prévue pour 2020.
En Juillet 2020, il fut confirmé, dans un court trailer promotionnel de la troisième saison par la BBC, que les 6 épisodes seraient disponibles au visionnage dès le 19 juillet 2020, ainsi que sa diffusion sur la chaîne télévisée BBC One.

### Casting
Dès l'annonce de la commande du programme, le retour d'Alex Murphy et Chris Walley dans leurs rôles respectifs de Conor MacSweeney et Jock O'Keeffe fut confirmé.  
La présence au casting d'Hilary Rose, interprète de Mairead MacSweeney dans le film, fut également confirmée. P.J Gallagher, qui incarnait le dealer Ray dans le long-métrage, se vit confier à l'occasion le rôle du Principal Barry Walsh. Enfin, Dominic MacHale, qui jouait le Sergent Tony Healy, et Shane Casey, qui incarnait Billy Murphy, complétèrent le casting initial. 
Par la suite, Jennifer Barry et Demi Isaac Oviawe ont rejoint la franchise dans le rôle des petites amies respectives de Jock et de Conor, Siobhan et Linda Walsh. Orla Fitzgerald fut choisie pour interpréter la femme du principal Walsh, Orla ; personnage secondaire durant la première saison, elle acquérira un rôle principal au cours de la deuxième saison.
Les producteurs de la série suggérèrent Cillian Murphy, star de Peaky Blinders, comme un potentiel acteur de la deuxième saison. Ce dernier rapportera au médias qu'il aimerait y apparaître si "[on] lui donnait une bonne part". En octobre 2018, Chris Walley révéla au cours d'une interview que l'ancien acteur de Love/Hate, Robert Sheehan, avait rejoint la série dans un rôle qui n'était pas encore annoncé ; il apparut ainsi comme invité, dans son propre rôle, durant l'épisode spécial de Noël, confirmé par la suite le 24novembre 2018. La tradition des apparitions de célébrités se perpétua dans la deuxième saison, avec cette fois-ci le footballeur Roy Keane, aperçu lorsque les personnages principaux préparent des fish and chips pour le Cork City Football Club. 

### Tournage
Divers lieux de Cork servirent de décors réels pour  la première saison, notamment le English Market, le North Mall, l'abbaye fransicaine, la ville médiévale, les quais, et la Cathédrale Saint-Finbarr. Comme dans le film, la vue du quartier de Shandon est centrale à la série, puisque tous les épisodes y débutent et y finissent. 
Les acteurs ont été vus en plein tournage dans la ville en septembre 2018, et les images furent postées sur les réseaux sociaux par des téléspectateurs. Après des rumeurs autour du tournage d'une deuxième saison, il s'avèrera ensuite qu'il s'agissait de plans pour l'épisode spécial Noël, prévus pour le mois de décembre de la même année.
Le tournage de la deuxième saison débuta en juin 2019, comme annoncé par la BBC au travers d'une image promotionnelle de Murphy et de Walley en costume. La troisième saison fut filmée dans la foulée, bien que la confirmation de sa reconduction n'était pas encore officielle. 

### Promotion
Des extraits de la série sont disponibles sur YouTube, sur la chaîne officielle de la BBC Three. La bande-annonce de la deuxième saison fut révélé le 19 octobre 2018.
| Saisons | Episodes | Sortie originale (Royaume-Uni) | Sortie originale (Royaume-Uni) | Sortie originale (Royaume-Uni) |
| Saisons | Episodes | Première diffusion             | Dernière diffusion             | Chaîne                         |
| ------- | -------- | ------------------------------ | ------------------------------ | ------------------------------ |
| 1       | 7        | 1er février 2018               | 14 décembre 2018               | RTÉ Two                        |
| 2       | 6        | 11 octobre 2019                | 16 décembre 2019               | RTÉ Two                        |
| 3       | 6        | 24 juillet 2020                | 28 août 2020                   | RTÉ One                        |

## Diffusion
| Pays/Région | Nom de sortie       | Date de première diffusion                                  | Diffuseur                 |
| ----------- | ------------------- | ----------------------------------------------------------- | ------------------------- |
| Irlande     | The Young Offenders | 1er février 2018                                            | RTÉ Two                   |
| Royaume-Uni | The Young Offenders | 1er février 2018 (sur Internet) 9 février 2018 (télévision) | BBC One BBC Two BBC Three |

## Réception

### Réception critique
Aoife Kelly du Irish Independent commenta, dès la sortie du premier épisode : "Cela prend les meilleurs aspects du film, et se construit dessus".Bruce Dessau, du blog Beyond The Joke, affirma que la série était « brillante » à regarder, lui promettant une réputation comparable à celle de la série de Channel 4, Derry Girls, dont l'action se passe également en Irlande. D'autres journalistes ont espéré un futur « crossover » entre les deux séries, qui n'a pas été exclue par Murphy et Walley. Pat Fitzpatrick du Irish Examiner décrira la troisième saison comme "drôle, poignante, dégoûtante, politiquement incorrecte et absolument captivante quand il faut l'être".
Interrogés par la BBC, des habitants de Cork décrivèrent la série comme "fidèle à la réalité socio-économique de la ville pour les jeunes de classe populaire".

### Distinctions
| Année | Cérémonie                                       | Nomination(s)       | Prix                               | Résultat |
| ----- | ----------------------------------------------- | ------------------- | ---------------------------------- | -------- |
| 2018  | Rose d'or                                       | The Young Offenders | Best Sitcom                        | Nommé    |
| 2018  | Irish Film and Television Awards                | Chris Walley        | Best Male Performance – Television | Remporté |
| 2018  | British Academy Film and Television Arts Awards | Chris Walley        | Breakthrough Brit                  | Remporté |